# Virgo-szuperhalmaz
A Virgo-szuperhalmaz egy olyan terület a világűrben, ahol rengeteg galaxis található, beleértve a Tejútrendszert és az Androméda-galaxist is. Ezen a területen legalább 100 galaxiscsoport és halmaz van. Ezek összességében alkotják a Virgo-szuperhalmazt. Ez a szuperhalmaz egyike a világegyetem körülbelül 10 millió hasonló területének, és része a Pisces-Cetus-szuperhalmaz-komplexumnak, amely egy galaxisszálban található. A Virgo-szuperhalmaz átmérője kb. 33 megaparsek (110 millió fényév), ami azt jelenti, hogy ennyi távolságon belül találhatók ezek a galaxisok és galaxiscsoportok.
Egy 2014-es tanulmány szerint a Virgo-szuperhalmaz csak apró része egy még nagyobb szuperhalmaznak, a Laniakeának, amely a Nagy Vonzóközpontra összpontosítja a galaxisokat.

## Szerkezet
R. Brent Tully 1982-es vizsgálatai szerint a Virgo-szuperhalmaz alapvetően két szerkezeti egységre osztható:
1. Egy erősen lapított korongra, amely a legfényesebb galaxisok és galaxishalmazok túlnyomó többségét tartalmazza.
2. Egy gömb alakú halóra, ahol a galaxisok csak ritkábban fordulnak elő.

A korong alakja egy erőteljesen elnyúlt ellipszoid, jellemzően 6:1 vagy 9:1 arányban. A szuperhalmaz legsűrűbb pontján található a Virgo-halmaz, míg a peremvidékén helyezkedik el a Lokális Csoport, benne a Tejútrendszerrel. Ide sorolható számos kisebb galaxiscsoport, például az M81- és a Szobrász-csoport is, amelyek mintegy hídként kapcsolják össze a Fornax- és a Virgo-halmazt.

## Tulajdonságok
A Virgo-szuperhalmaz nagyjából 100-200 galaxishalmazból áll. Nevét a gravitációs központjában elhelyezkedő Virgo-galaxishalmazról (kb. 2000 galaxis) kapta. A Virgo-szuperhalmazban található még a Fornax- és az Eridanus-galaxishalmaz is. A Lokális Csoport és a szomszédos galaxiscsoportok, mint például az M81-csoport, az M83-csoport vagy a Szobrász-csoport a Fornax- és a Virgo-halmaz között helyezkednek el nagyjából félúton. A Virgo-szuperhalmaz lapított korong alakú, átmérője 150-200 millió fényév.
A Virgo-szuperhalmaz teljes tömegét több mint 105 naptömegre (kb. 2·1045 kg) becsülik az egyes galaxisok mozgásában megfigyelhető gravitációs hatások alapján. Mivel a szuperhalmaz fényessége nem éri el a számított tömegnek megfelelő értéket, feltételezhető a sötét anyag nagy mennyisége, amely a szuperhalmaz tömegének legnagyobb részét alkotja.
A Virgo-szuperhalmaz a Hydra-Centaurus-szuperhalmaz felé halad, körülbelül 600 km/s sebességgel, más szuperhalmazokkal egy ütemben. Mindegyik hasonló ilyen halmaz nagy sebességgel közeledik a 200 millió fényév távolságban lévő Nagy Attraktorhoz, amit 1990-ben fedeztek fel.

## A galaxisok eloszlása
A Virgo-szuperhalmazban a galaxisok sűrűsége a középponttól való távolság négyzetével csökken a Virgo-szuperhalmaz közelében, jelezve, hogy nem véletlenszerűen helyezkedik el. A fényes galaxisok túlnyomó többsége kis számú felhőben koncentrálódik, különféle felhőkben, mint a Vadászebek csillagkép (Canes Venatici), Virgo-szuperhalmaz és mások. A korongban lévő galaxisok nagy része a Virgo-szuperhalmazban található, míg a halóban lévők kis számú felhőkben csoportosulnak, ami azt mutatja, hogy a szupergalaxis síkja jelentős része üres térrészekből áll. Ezt hasonlítják a szappanbuborékokhoz, ahol a buborékok metszéspontjában lapos halmazok illetve szuperhalmazok helyezkednek el, körülöttük pedig nagy üres térrészek. A Virgo-szuperhalmazhoz legközelebbi szuperhalmaz, a Hydra-Centaurus is példa erre, 30-60 Mpc átmérőjű üres térrésszel.

## Kozmológia
Az 1980-as évek vége óta nyilvánvaló, hogy a Lokális Csoporton túl, legalább 50 Mpc távolságig az anyag a Norma-halmaz irányába tapasztal 600 km/s nagyságrendű tömegáramlást. Ezt a jelenséget a "Nagy Vonzónak" nevezték el, és ma már tudjuk, hogy ez a Nagy Vonzó a galaxishalmazok egy még nagyobb struktúrájának, a "Laniakea"-nak a tömegközéppontja. A Laniakea magában foglalja a Virgo-szuperhalmazt (ideértve a Lokális csoportot is), a Hydra-Centaurus szuperhalmazt, a Pavo-Indus-szuperhalmazt és a Fornax-csoportot. Ez a felfedezés segít megérteni az anyag eloszlását a nagyobb skálán a világegyetemben.
A Nagy Attraktor a teljes szuperhalmazzal együtt a Shapley-szuperhalmaz felé mozog, a Shapley-attraktor középpontjához.

### Sötét anyag
A Virgo-szuperhalmaz teljes tömege mintegy {\displaystyle 10^{15}} naptömeg ({\displaystyle M\approx 10^{15}\,M_{\odot }}), és teljes optikai fényessége körülbelül {\displaystyle 3\cdot 10^{12}\,(L\approx 3\cdot 10^{12}\,L_{\odot }}). Ennek eredményeként a Nap tömeg-fény aránya mintegy 300-szorosa, ami összhangban van más szuperhalmazokkal. Összehasonlításképpen, a Tejútrendszer tömeg-fény aránya 63,8, ami azt jelenti, hogy a Virgo-szuperhalmaz sokkal több fényt sugároz ki egységnyi tömegre nézve. Ezek az arányok fontosak, mivel alátámasztják a sötét anyag jelenlétének tézisét az univerzumban; ha nincs sötét anyag, akkor eszerint sokkal kisebb lenne a tömeg-fény arány.

## Galaxis- és csillaghalmazok a Virgo-szuperhalmazban
| Név                                              | Távolság a Lokális csoporttól (millió fényév) |
| ------------------------------------------------ | --------------------------------------------- |
| Lokális csoport                                  | —                                             |
| Maffei-csoport                                   | 6–12                                          |
| Szobrász-csoport                                 | 10                                            |
| M81-csoport                                      | 10–11                                         |
| M83-csoport (más néven NGC-5128-csoport)         | 12–17                                         |
| Canes Venatici I-csoport (más néven M94-csoport) | 13–18 (M94)                                   |
| NGC-4631-csoport                                 | 25                                            |
| Leo I-csoport                                    | 35 (M96)                                      |
| Dorado-csoport                                   | 48–60 (NGC 1553 / NGC 1566)                   |
| Fornax-galaxishalmaz                             | 60                                            |
| Virgo-galaxishalmaz                              | 65                                            |
| Leo II-csoport                                   | 70 (NGC 3607)                                 |
| Nagy Medve-galaxishalmaz                         | 75                                            |
| Virgo III-csoport                                | 65–82 (NGC 5569 / NGC 5713)                   |
| Eridanus-galaxishalmaz                           | 69–100 (NGC 1300 / NGC 1232)                  |